# Västra Karups kyrka
Västra Karups kyrka är en kyrka i Västra Karup i nordvästra Skåne. Den tillhör Västra Karup-Hovs församling i Lunds stift.

## Kyrkobyggnaden
Medeltidskyrkan har en stomme av natursten och väggar är belagda med puts. I sin nuvarande form består kyrkan av ett rektangulärt långhus med kyrktorn i väster och i öster en halvrund absid där sakristian är inrymd. Vid långhusets södra långsida finns en bred korsarm. Långhusets och södra korsarmens yttertak är belagda med tegel, medan tornets och sakristians tak är belagda med kopparplåt. Kyrkorummet är orienterat i nord-sydlig riktning med ingång vid korsarmens södra vägg och koret vid norra långhusväggen. Långhuset och södra korsarmen har innertak täckta av tunnvalv av trä.

### Tillkomst och ombyggnader
Enligt en muntlig tradition var första kyrkan på platsen en stavkyrka. Äldsta delarna av nuvarande stenkyrka är sannolikt från 1100-talet. Man vet att en kyrka fanns på platsen 1156 under ärkebiskop Eskils tid.
En tillbyggnad genomfördes 1790 eller 1793 efter ritningar av arkitekt Per Wilhelm Palmroth, då kyrkan förlängdes åt öster och försågs med nytt kor och en ny absidformad sakristia.
En bred korsarm åt söder uppfördes 1818 efter ritning av Axel Almfeldt. Enligt en ritning från 1805 skulle kyrkan haft två korsarmar, men av ekonomiska skäl byggdes bara den södra. Tornet daterar sig från mitten av 1700-talet men en nybyggnad skedde 1843 efter ritningar av Theodor Edberg.
En restaurering genomfördes 1957-58 under ledning av domkyrkoarkitekt Eiler Græbe då ett nytt golv av röda tegelplattor sattes in. Tidigare öppen bänkinredning ersattes med nuvarande sluten bänkinredning. Den 1 juni 1958 återinvigdes kyrkan av biskop Anders Nygren.

## Inventarier
- Predikstolen är utförd efter ritning från 1838.
- Altartavlan "Kristi korsfästelse" är utförd av Martin David Roth 1800. Altartavlans solsymbol har tetragrammet JHWH.
- Dopfunten är huggen i sandsten och tillverkades möjligen på 1200-talet. Tillhörande dopfat i mässing tillkom under senare delen av 1500-talet.
- I kyrkans valv hänger sju ljuskronor. Där den som är längst åt väster skänktes till kyrkan 1796.
- Två ljusstakar av malm är från 1600-talet.
- I kyrkan finns två nattvardskärl där den äldre av förgyllt silver har årtalet 1621 ingraverat.
- Äldre mässhake med tetragrammet JHWH finns bland textilierna.
- Ett votivskepp tillverkat 1868.
- Orgeln är byggd av Paul Ott, Göttingen, Tyskland och invigd 1963. Orgeln är mekanisk med huvudverk, ryggpositiv, pedal, samt 25 stämmor.
- I tornet hänger två kyrkklockor av malm. Storklockan tillkom 1708 och blev omgjuten 1784, samt 1871.

### Orgel
- 1759 byggde Andreas Malmlöf, Malmö en orgel med 9 stämmor.
- 1847 byggde Erik Henrik Lysell, Färlöv och Mattias Hellquist, Lövestad en orgel. Den renoverades 1885 av Nilsson, Hjärnarp och hade då 11 stämmor.
- 1902 byggde Thorsell & Erikson, Göteborg en orgel med 15 stämmor.
- Den nuvarande orgeln byggdes 1963 av Paul Ott, Göttingen, Tyskland och är mekanisk.

| Ryggpositiv I     | Huvudverk II    | Pedal                | Koppel |
| Träflöjt 8'       | Principal 8´    | Subbas 16´           | I/P    |
| Principal 4'      | Spielflöjt 8'   | Principal 8'         | II/P   |
| Blockflöjt 4'     | Oktava 4'       | Gedackt 8'           | II/I   |
| Kvinta 2 2/3'     | Rörflöjt 4'     | Kvintadena 4'        |        |
| Oktava 2'         | Nasat 2 2/3'    | Rauschfeife 3-4 chor |        |
| Ters 1 3/5'       | Gemshorn 2'     | Dulcian 16'          |        |
| Sifflöjt 1'       | Mixtur 4-5 chor | Trumpet 8'           |        |
| Scharf 2-3 chor   | Krumhorn 8'     | Skalmeja 4'          |        |
| Vox humana 8'     |                 |                      |        |
| Crescendosvällare |                 |                      |        |

## Galleri

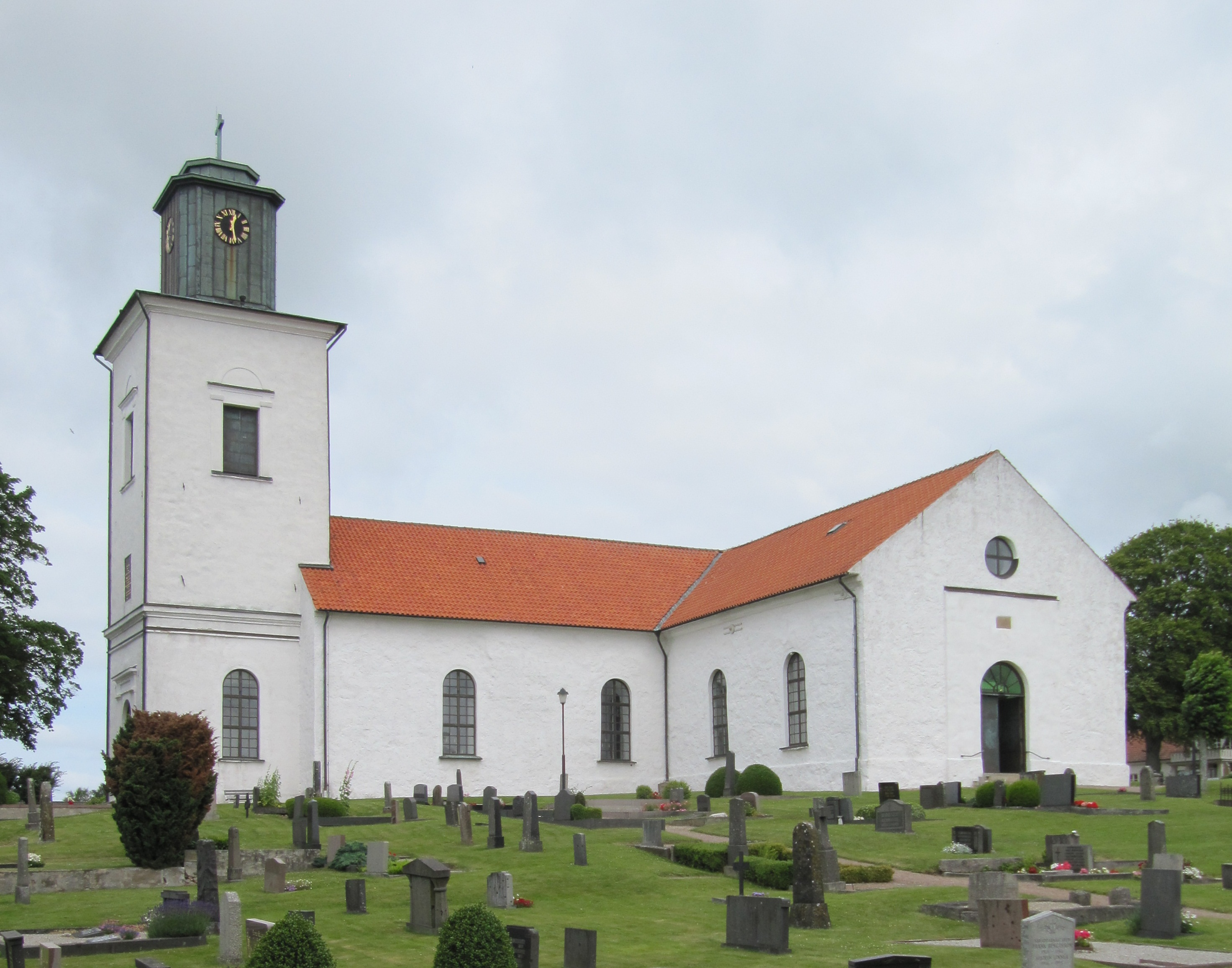
Kyrkan från sydväst
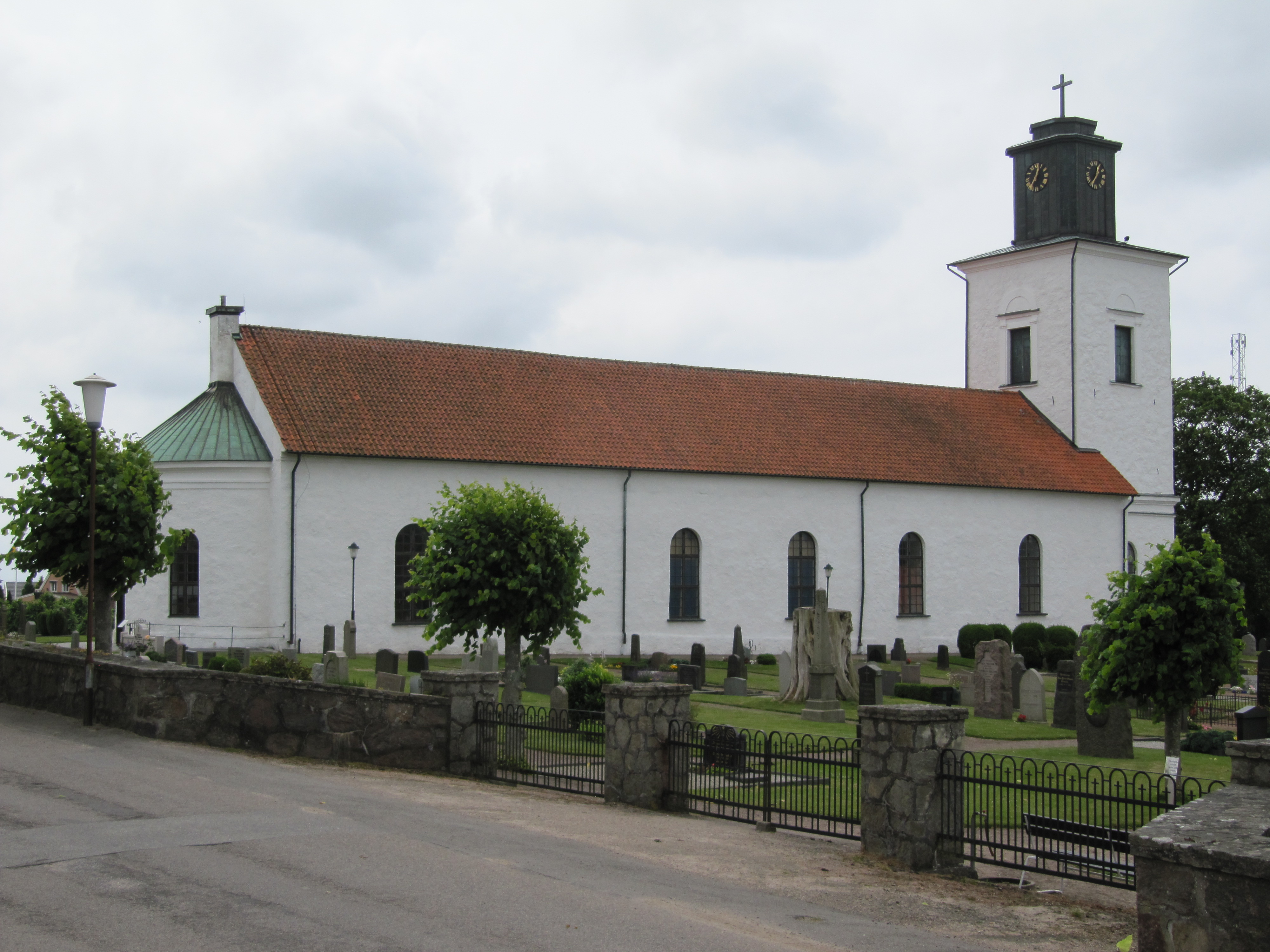
Kyrkan från nordost
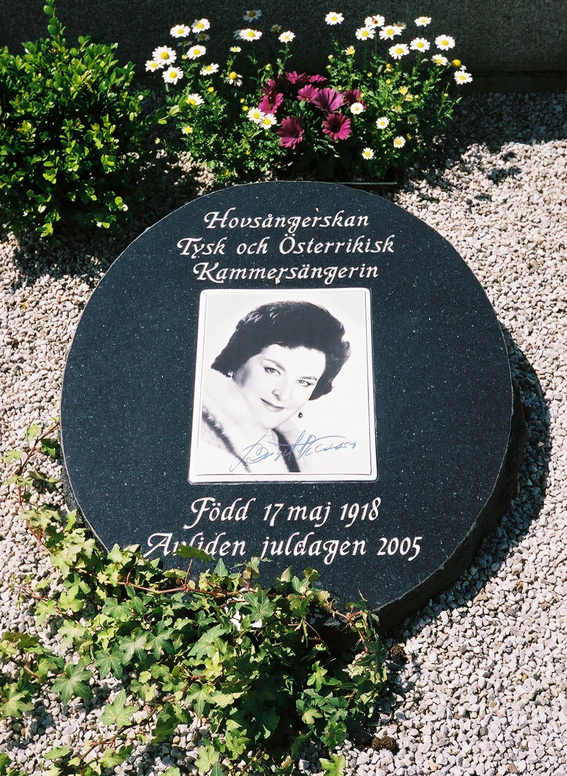
Birgit Nilssons grav
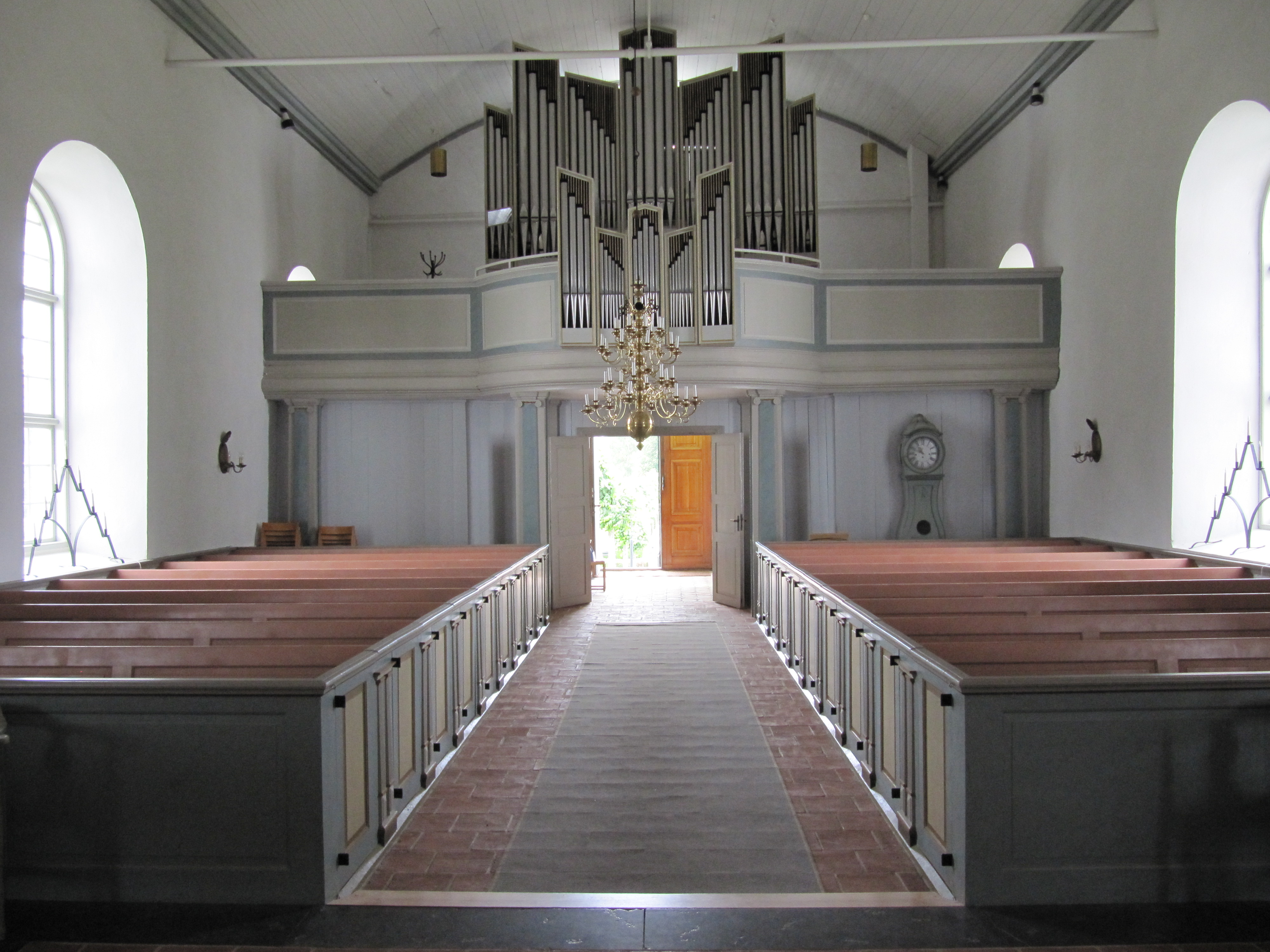
Södra korsarmen med ingång
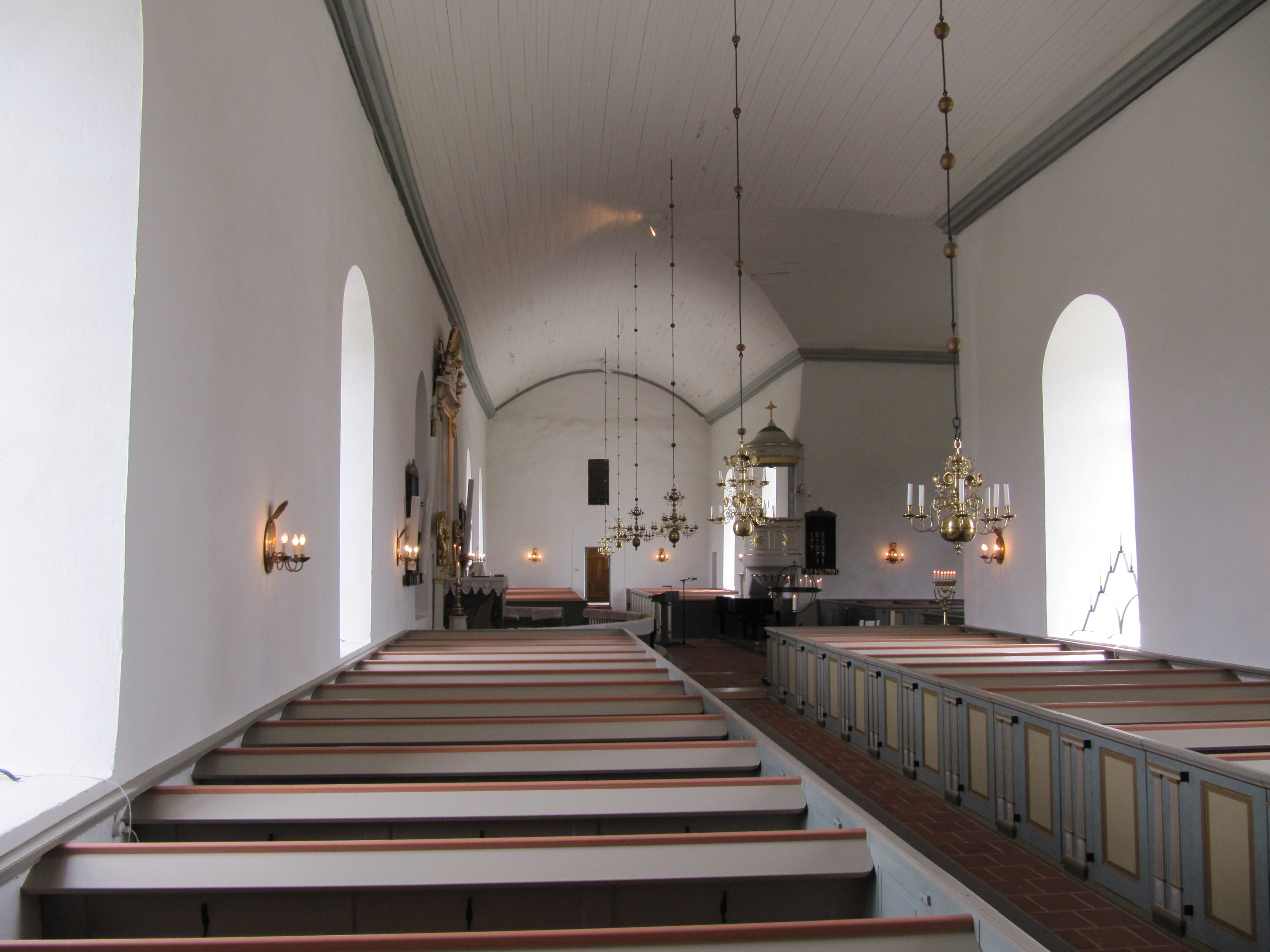
Långhuset från väster
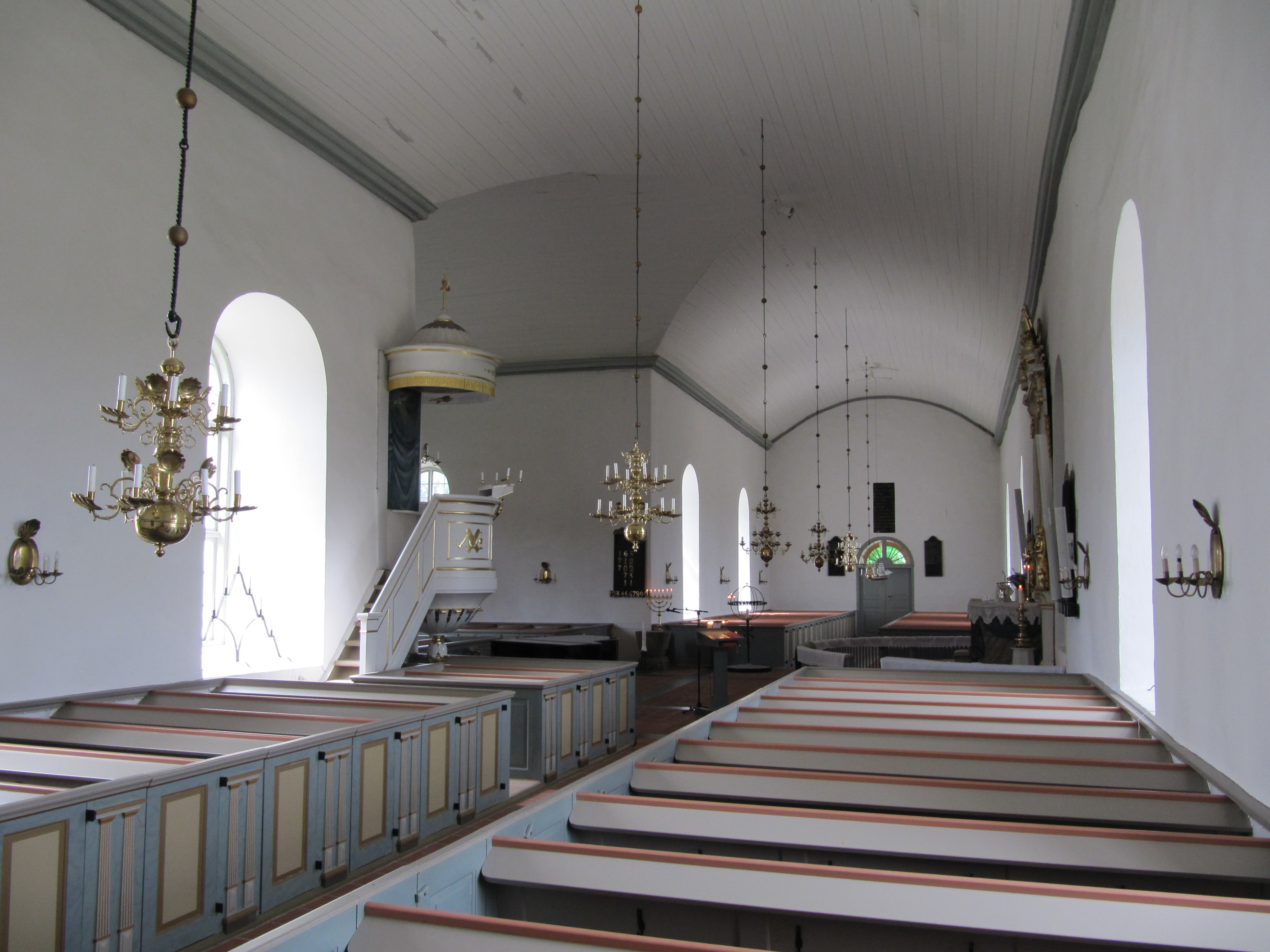
Långhuset från öster
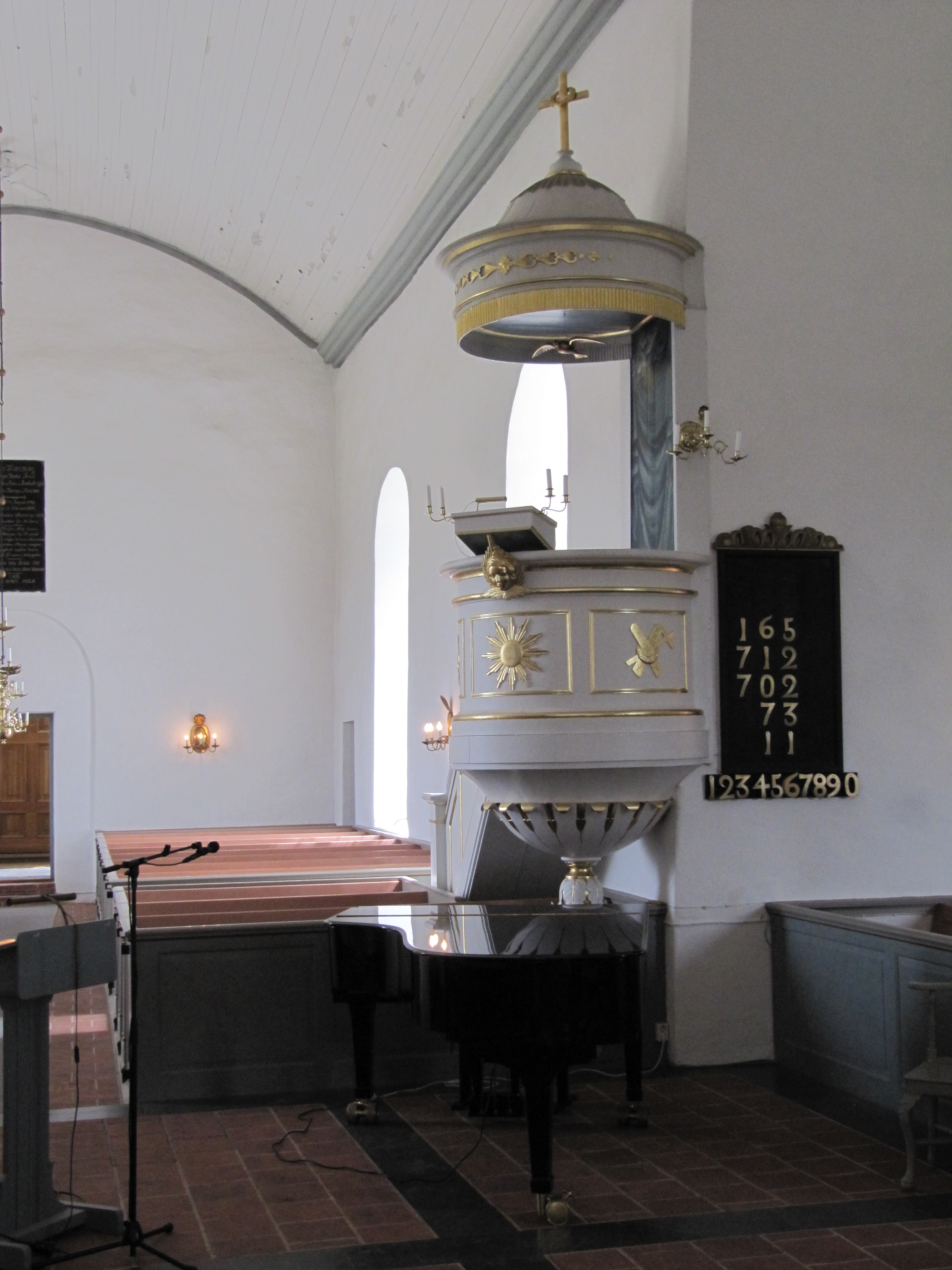
Predikstol
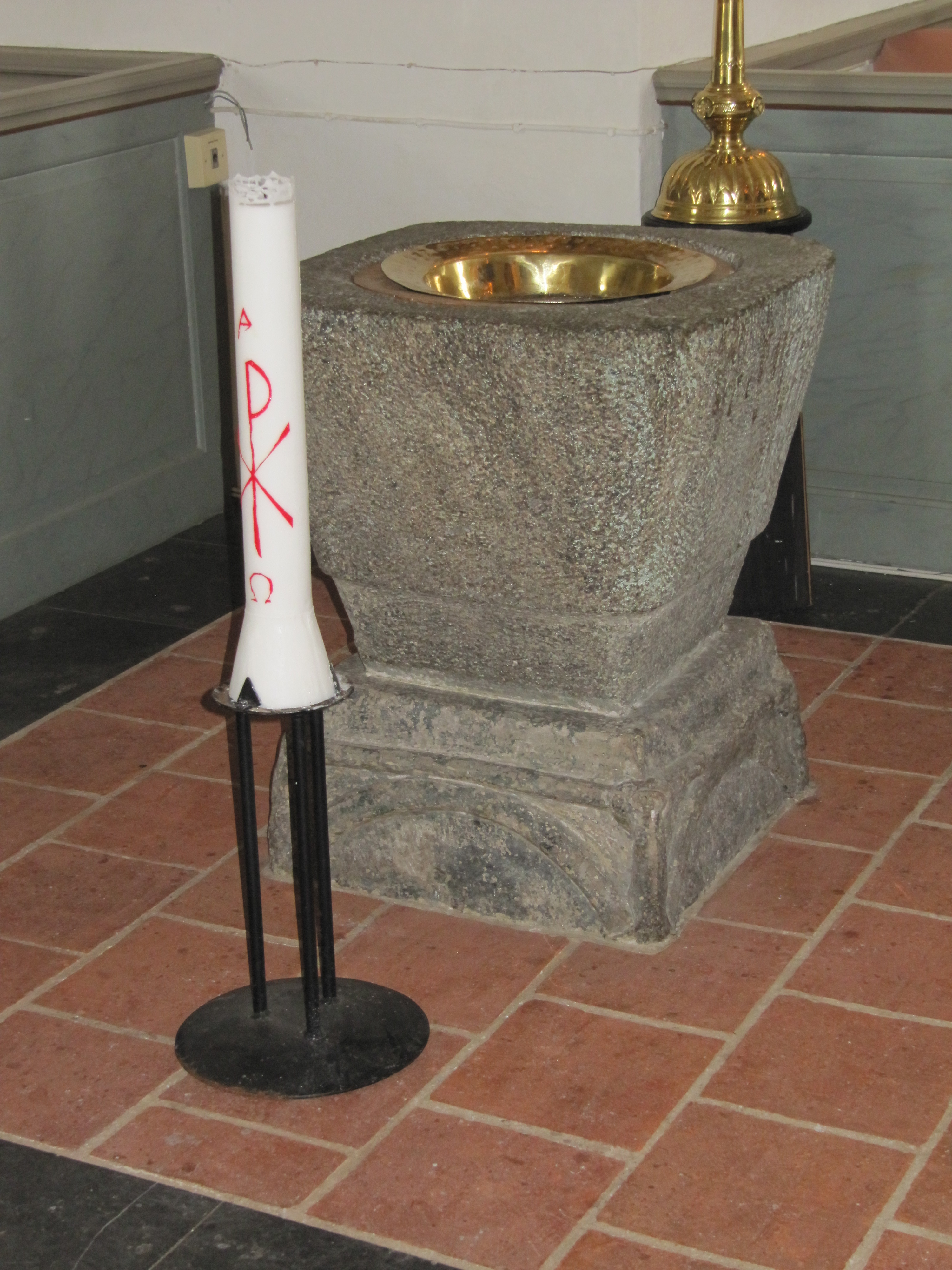
Dopfunt
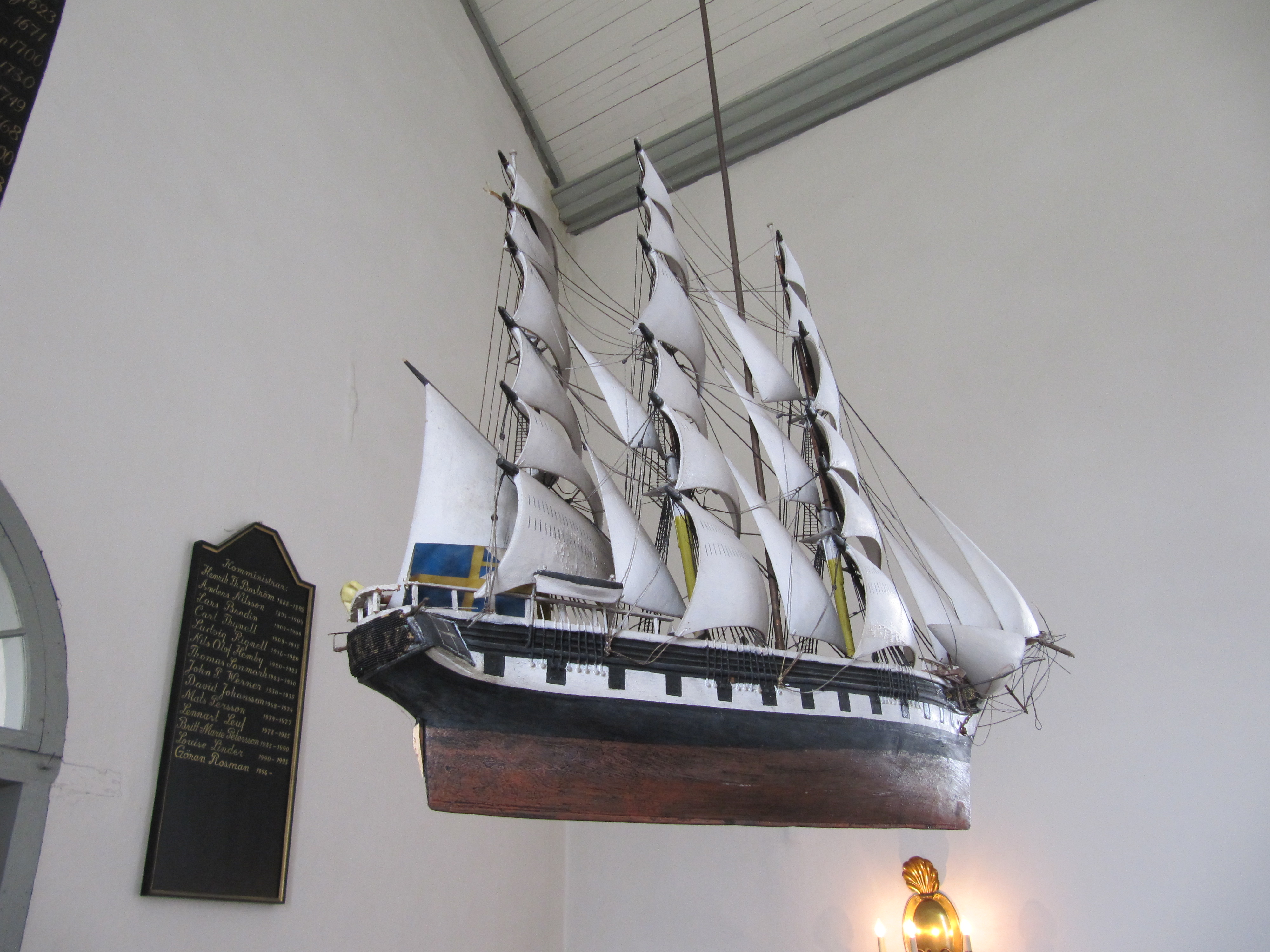
Votivskepp i långhusets västra del

## Kyrkogården
Hovsångerskan Birgit Nilsson (1918-2005) med föräldrar och make Bertil Niklasson ligger begravda här. Birgit Nilsson med gäster framträdde ofta i kyrkan genom åren.

### Webbkällor
- Västra Karups kyrka - fasadarbeten. Antikvarisk kontrollrapport, 2005. Lotta Eriksson